# 费奥多尔·马采伊利克
费奥多尔·格里戈里耶维奇·马采伊利克（俄语：Фёдор Георгиевич Мацейлик，1895年11月1日—1938年6月14日）苏联情报人员，旅长，精通波兰语、英语和乌尔都语。马采伊利克参与了第一次世界大战和俄罗斯内战，曾担任多个关键职务，并在红军中服役。他在1924年10月至1930年代中期在中国工作，曾在黄埔军校和云南的中央直辖滇军干部学校任职，参与广东战役和北伐战争。1938年因涉嫌参与法西斯军事阴谋被苏联最高法院军事审判庭被判处死刑并处决。1956年被苏联最高法院军事审判庭平反。